# يحيى بن هانئ بن عروة
يحيى بن هانئ بن عروة المرادي الكوفي (نحو 45 هـ - 132 هـ / 665م - 750م): تابعي، من أشراف العرب في الكوفة، قال عنه ابن أبي حاتم: « يحيى بن هانئ بن عروة بن قعاص المرادي: كوفي، وكان من أشراف العرب».وقال شعبة بن الحجاج: «كان سيد أهل الكوفة في زمانه».
قتل والده هانئ بن عروة وهو غلام سنة 60 هـ، قتله عبيد الله بن زياد مع مسلم بن عقيل بن أبي طالب، وصلبهما بالكوفة. ولم يروي يحيى عن أبيه إلا حديث قليل.وخاله هو عمرو بن الحجاج الزبيدي رأس مذحج في زمانه.وكان ليحيى اهتمام بالسير والأخبار ولأزم أبو خمير صاحب كعب الأحبار، وأدركه أبو إسماعيل الأزدي وأبو مخنف ورويا عنه بعض الأخبار.

## نسب هاني بن عروه
- أبيه: هانيء بن عروة بن نمران بن عمرو بن قعاس بن عبد يغوث بن مخدش بن حصر بن غنم بن مالك بن عوف بن منبه بن غطيف بن مراد بن مذحج.[9]
- أمه: روعة - وقيل رويحة - بنت الحَجّاج بن عبد الله بن عبد العزيز بن كعب بن مالك بن سلمة بن مازن بن ربيعة بن زبيد، وهو من مذحج.[10]
- خاله: عمرو بن الحجاج الزبيدي.

## روايته للحديث
- روى عن: فروة بن المسيك المرادي،[11] عبد الله بن عمرو بن العاص،[12] وأنس بن مالك، والصحابي عبد الرحمن بْن أَبي سبرة الجعفي،[13] وأبيه هانئ بن عروة، والحارث بْن قيس الجعفي، ورجاء بن ربيعة الزبيدي، ونعيم بْن دجاجة.[14]
- رَوَى عنه: الأشعث بْن سوار، وأمي بْن ربيعة الصيرفي، وأبو كيران الحسن بْن عقبة المرادي، والحسن بْن عَمْرو الفقيمي، وسفيان الثوري، وشريك بن عبد الله النخعي، وشعبة بن الحجاج، وعُبَيد الله بْن الوليد الوصافي، ومحمد بن سوقة، وأبو نزار الْوَلِيد بن عُقْبَة بن نزار المكفوف، وأبو بكر بْن عياش، وأبو جناب الكلبي، وقيس بن الربيع، وأبو إسماعيل الأزدي.